# Ambulante begeleiding
Ambulante begeleiding is alle hulpverlening die plaatsvindt buiten de muren van een instelling.

## Onderwijs in Nederland
Deze hulpverlening is onder andere bedoeld om scholieren met een leerlinggebonden financiering binnen het primair, voortgezet onderwijs en het middelbaar beroepsonderwijs te steunen bij moeilijkheden binnen school. Naast ambulante begeleiding voor leerlingen met een indicatie voor speciaal onderwijs, bestaan er preventieve ambulante begeleiding, ter voorkoming van ernstiger problemen, en ambulante begeleiding na terugplaatsing vanuit het speciaal onderwijs in het regulier onderwijs. Ook scholen voor speciaal basisonderwijs kunnen ambulante begeleiding aanbieden.  
Een ambulante begeleider maakt aan het begin van het nieuwe schooljaar vaak een begeleidingsplan ter ondersteuning van het handelingsplan van de school, waarin de situatie van en de verwachte handelingen met de leerling staan beschreven. Daarnaast komt hij een aantal malen de schoolsituatie met de desbetreffende leerling evalueren. Aan het eind van het schooljaar wordt het handelingsplan geëvalueerd.
Iets gelijkaardigs bestaat in Vlaanderen als het geïntegreerd onderwijs.

## Gezondheidszorg
De ambulante begeleider komt bij de cliënt thuis. Er wordt gekeken welke hulp de cliënt nodig heeft, waarbij rekening gehouden wordt met bijvoorbeeld het gezin en reeds aanwezige mantelzorg. Hij stelt vervolgens met de cliënt een ondersteuningsplan met doelen op. De doelen worden jaarlijks geëvalueerd en bijgesteld. Zo nodig verwijst de ambulante begeleider door, bemiddelt of gaat mee naar andere organisaties en bijvoorbeeld specialisten.